# Секретаріат Співдружності
Секретаріат Співдружності є головним міжурядовим агентством і центральною установою Співдружності Націй. Він відповідає за сприяння співпраці між членами; організація зустрічей, включаючи зустрічі глав урядів Співдружності (CHOGM); допомога та консультування щодо розробки політики; надання допомоги країнам у реалізації рішень і політики Співдружності.
Секретаріат має статус спостерігача в Генеральній Асамблеї ООН. Він розташований у будинку Мальборо в Лондоні, Велика Британія, колишній королівській резиденції, яку надала королева Єлизавета II, голова Співдружності націй того часу.

## Інтернет-ресурси
- Commonwealth Secretariat official website